# Discurso de Estocolmo
Discurso de Estocolmo Alpignano, Italia, A. Tallone,
En 1971, Pablo Neruda recibió el Premio Nobel de Literatura y con motivo de la ceremonia de recepción del premio,
pronunció dos importantes discursos. Uno, en representación de todos lo premiados de ese año y otro, el suyo personal.
El primer discurso fue corto y generalizado, el segundo abarca la problemática central del
proceso cultural latinoamericano y sobre la función que le confiere Neruda a la literatura en este proceso.

## Análisis del Discurso de Estocolmo
"Mi" Su función poética la presenta como el resultado de una búsqueda del conocimiento de su propio espacio, estrechamente ligada a lo que ha sido la Historia de este Continente. De modo que fundamentalmente, el trabajo poético para Neruda es investigar lo que somos,descubrir 
En el discurso de recepción del Premio Nobel de Literatura, vale decir, con la casi totalidad de su obra poética realizada, a dos años de su muerte, desde la perspectiva que le permite esta mirada retrospectiva,Neruda habló de modo explícito de aquellos momentos de debilidad que lo alejaron de su función específica: la de participar junto a los otros en la "construcción de la sociedad, en la transformación de las condiciones que rodean al hombre, del pan, de la verdad,del vino, de los sueños".

Neruda realiza una crítica implícita al poeta Vicente Huidobro quien expresa que el poeta es un pequeño Dios. expresando la sencillez de escribir y de los quehaceres cotidianos de Chile, en contraposiciòn a llamarlo "Divino" 
"El poeta no es un pequeño dios. No, no es un pequeño dios. No está signado por 
un destino cabalístico superior al de quienes ejercen otros menesteres y oficios.
A menudo expresé que el mejor poeta es el hombre que nos entrega el pan de cada
día: el panadero más próximo, que no se cree dios. Él cumple su majestuosa y
humilde faena de amasar, meter al horno, dorar y entregar el pan de cada día,
con una obligación comunitaria"(...).